# Eddy Paape
Edouard "Eddy" Paape, född 3 juli 1920 i Grivegnée utanför Liège, död 12 maj 2012 i Bryssel, var en belgisk serieskapare. Han blev mest känd för serierna om reportern Marc Dacier (13 album) och science fiction-serien Luc Orient (18 album). 

## Biografi
Eddy Paape började sin karriär som animatör. Från 1942 och framåt verkade han på studion CBA, där han samarbetade med bland andra André Franquin, Peyo och Morris.
Paape lämnade sedermera studion för att arbeta som omslagsartist, senare även tecknare på förlaget Dupuis. Han inledde ett samarbete med den etablerade tecknaren Jijé och efterträdde honom senare på dennes detektivserie Valhardi mellan 1946 och 1954. Under den tiden samarbetade han med andra kända belgiska serieskapare som Jean-Michel Charlier och Yvan Delporte.
1958 skapade Paape serien Marc Dacier, en serie om en reporter författad av Charlier.
Paapes mest kända verk såg dagens ljus 1966, när han skapade den Blixt Gordon-inspirerade science fiction-serien Luc Orient tillsammans med serieskaparen Greg.
Paape avled 2012 i sviterna av lungsäcksinflammation. 